# Língua nomatsiguenga
Nomatsiguenga (Matsigenka) é uma língua  Aruaque do  Peru. É próxima o suficiente da Machiguenga para que às vezes seja considerada um dialeto de uma única língua, especialmente dado que ambas são faladas pelos Machiguenga. A maioria dos falantes são monolíngues.

## Escrita
A língua Nomatsiguenga usa o alfabeto latino numa forma ensinada por missionários, a qual não apresenta as letras D, F, H, K, L, U, V, X, Z. Usa as formas Ë, Ng, Sh, Ts

## Gramática
O Nomatsiguenga é uma das poucas línguas do mundo que tem dois mecanismos causativos diferentes para denotar se o causador estava envolvido na atividade com o causador ou não O prefixo  ogi-  é usado para expressar a ideia de que o causador estava  não  envolvido na atividade, enquanto o sufixo  -hag  é usado quando o causador  está  envolvido..
| y-ogi-monti-ë-ri                                        | i-tomi      |
| 3sg+m-caus1-cross.river-non.fut-3sg+m                   | 3sg+m-filho |
| "Ele fez seu filho atravessar o rio (ele disse a ele)". |             |
| y-monti-a-hag-ë-ri                                                | i-tomi      |
| 3sg+m-cruzar rio-epenthetic-caus2-non.fut-3sg+m                   | 3sg+m-filho |
| "Ele fez seu filho atravessar o rio (ele o ajudou a atravessar)". |             |

## Amostra de texto
Antagaisati matsiguenga ibogaiguë matsiguengasonorl. Aisati icantaigaca. Teni iromerataiguengani. Antagaisati iquengaigui aisati igóiguiro ora caninaro aisati igóiguiro ora te onganinate. Iroro caninataque omagaro matsiguenga iraniacaninataigueri ira basiniati matsiguenga aisati ingantaiguerí ora caninaro.
Português
Todos os seres humanos nascem livres e iguais em dignidade e direitos. Eles são dotados de razão e consciência e devem agir uns em relação aos outros em espírito de fraternidade.